# 汪若海
汪若海（1101年—1161年），号东叟，歙州（治今安徽歙县）人。
汪叔詹次子，與汪若容為仲兄弟。史稱若海“豁達高亮，深沈有度”。靖康年間，游京师，曾入太学。靖康之變時，朝廷下诏求知兵者，若海请立康王趙構为大元帅，镇抚河北。曾勸降劉忠、曹成等。南渡後，以江南经节使任源州、绍兴九年（1139年），以功迁承议郎，顺昌通判。建炎中期，累官直秘閣，知江州。绍兴三十一年逝，葬渔梁山。著有《若海集》及《麟書》一卷。

## 延伸阅读
[在维基数据编辑]
 《宋史·卷404》，出自脱脱《宋史》